# Wyższa Szkoła Sportu we Wrocławiu
Wyższa Szkoła Sportu we Wrocławiu – polska uczelnia niepubliczna, założona w 2009 roku we Wrocławiu pod nazwą Wyższa Szkoła Zarządzania i Coachingu, będąca pierwszą w Polsce kształcącą menedżerów i coachów sportowych.

## Historia
Uczelnia została założona w sierpniu 2009 roku. W październiku tego samego roku uruchomiono na niej pierwszą rekrutację na studia licencjackie na kierunku „Sport”. Pierwotna siedziba uczelni znajdowała się na Stadionie Olimpijskim we Wrocławiu.
W czerwcu 2016 roku siedzibę uczelni przeniesiono na Stadion Wrocław. Jesienią tego samego roku przeprowadzono pierwszą rekrutację na nowatorski kierunek studiów licencjackich „Sport+”.
Szkoła może się pochwalić łącznym gronem ponad tysiąca absolwentów i obecnych studentów.

## Władze Uczelni
Źródło: 
- Rektor: dr Łukasz Panfil
- Prorektor ds rozwoju: mgr Mehmet Ömürlü
- Kanclerz: mgr Ewa Panfil
- Dziekan Wydziału Sportu: dr Leszek Mazur

## Wydziały
- Wydział Sportu
- Wydział Inżynieryjny

## Podejście do edukacji
Wyższa Szkoła Sportu opiera się na połączeniu tradycyjnych oraz nowoczesnych form edukacji. Została stworzona z myślą o ludziach sportu, czyli czynnych sportowcach, trenerach, menedżerach i innych osobach działających na co dzień w klubach czy organizacjach sportowych.